# Sylvia de Vries
Sylvia de Vries (4 november 1969) is een Nederlandse schaakster met FIDE-rating 2150 in 2017. Ze is een Internationaal Meester bij de vrouwen (WIM). 

In 1986 en 1987 was ze vrouwenkampioene van de NHSB (Noord-Hollandse Schaakbond).
In 1987 was ze nationaal kampioene bij de speelsters tot 20 jaar.
In de jaren negentig van de 20e eeuw speelde ze een paar keer mee in het "Aegon Man-Machine toernooi", tegen een computerschaakprogramma.
In 1990 nam ze deel aan de Schaakolympiade te Bled met AnneMarie Benschop, Heleen de Greef en Renate Limbach. Nederland eindigde op de twaalfde plaats, Hongarije veroverde goud. 
In 1993 nam ze deel aan het World Cup kwalificatietoernooi in Delden en eindigde op een gedeelde achtste plaats, 1 punt onder winnares Susan Lalic.
In 2000 werd ze hardloopster, in 2006 werd ze in Norg vierde bij de NK veldloop, categorie V35, 5200M.

## Persoonlijk leven
Ze woonde anderhalf jaar in Noorwegen. 

Sylvia de Vries trouwde op 19 mei 2006.

## Externe koppelingen
- (en)   Informatie over schaakpartijen van Sylvia de Vries op ChessGames.com
- (en)   Informatie over schaakpartijen van Sylvia de Vries op 365chess.com
- (en)  FIDE-ratinggegevens voor Sylvia de Vries